# 町田良夫
町田 良夫（まちだ よしお、1967年 - ）は、日本の音楽家・スティールパン奏者・美術家・米国作曲家作詞家出版者協会（ASCAP）会員。

## 経歴
多摩美術大学在学中、秋山邦晴、東野芳明、萩原朔美、菅木志雄に師事する。1999年に自主発表したフィールド・レコーディング等を含むCD「Hypernatural」がデヴィッド・トゥープのGenerative musicに関する論評の中でブライアン・イーノ、オヴァルらと共に取り上げられる。2001年よりスティールパンとコンピューター・プログラム「Max/MSP」を組み合わせた即興演奏活動を開始、ISEA、Sonar Tokyo、MaerzMusikなどの国内外の音楽フェスティバルに参加。2004年、音楽レーベル「Amorfon (アモルフォン)」を設立。2009年、ヴァン・クリーフ&アーペルの展覧会で音響デザインを担当。EMS社(エレクトロニック・ミュージック・スタジオ)のモジュラーシンセサイザー、Synthi AKSを演奏、アルバムも発表。また、美術家として、自らフォトバティック（Photobatik）と名付けたフォトグラムの技法を応用した作品を発表。現代美術交流展の企画、子供向けのワークショップ、レクチャー、音楽誌への寄稿などにも携わる。

## ディスコグラフィー
ソロアルバム
- CD : "Tender Blues" (Amorfon, 2016)
- CD : "Music from the SYNTHI" (Baskaru, フランス, 2014)
- 7.5'vinyl : "EMS Synthi Works" (CYLAND AUDIO ARCHIVE, ロシア, 2013)
- 12'vinyl : "スティールパン即興音楽シリーズ「ロ」" (自主出版, 2012)
- 12'vinyl : "スティールパン即興音楽シリーズ「イ」" (自主出版, 2012)
- CD : "The Spirit of Beauty: soundtrack for Van Cleef & Arpels exhibition" (Amorfon, 2010)
- CD : "Steelpan Improvisations:2001-2008" (自主制作, 2009)
- CD : "Hypernatural #3" (Baskaru, フランス, 2008)
- CDR : "Read A Book With Steelpan" (Absurd/Eclipsis, ギリシャ, 2007)
- CD : "Naada" (Amorfon, 2006)
- CD : "Infinite Flowers" (Amorfon, 2004)
- CD : "Hypernatural #2" (Softl Music, ドイツ, 2001)
- CD : "Hypernatural" (1999)
- FD : "AMORPHOUS" (SSEYO社のKoanを使用, 1999)

DVDアルバム
- DVD : "Scape*dance" (自主出版, 2011)

バンド・アルバム
- CD : 町田良夫+コンスタンタン・パパゲオルギアディス "Music from the SYNTHI 100" (Amorfon, 2017)
- CD : Walk With The Penguin "Charm" (Amorfon, 2017)
- CD : ジョルジュ・ケイジョ／千葉広樹／町田良夫 "Luminant" (Amorfon, 2016)
- CD : オハナミ "アガパンサス" (wonderyou, 2013)
- CD : miimo "miimo 5" (自主制作, 2012)
- CD : miimo "miimo 4" (自主制作, 2011)
- CD : オハナミ "オハナミ" (wonderyou, 2010)
- CD : miimo "miimo 3" (自主制作, 2010)
- CD : miimo "miimo 2" (自主制作, 2009)
- CDR : miimo "miimo" (自主制作, 2008)
- CD : Walk With The Penguin "君のためにスプーンを盗む" (Amorfon, 2007)

コンピレーション
- 7.5'vinyl : V.A. CAA #20 (CYLAND AUDIO ARCHIVE, ロシア, 2015)
- CD : V.A. miimo "Starz File Vol.3" (Avex, 2009)
- CD : V.A. "Test Tone Anthology" (目玉レコード, 2009)
- CD+DVD : V.A. "SILENT ROOM FAKTORY BOX 01 | skoltz_kolgen" (SK Factory, カナダ, 2007)
- CD : V.A. "Yasujiro Ozu - Hitokomakura" (and/OAR, アメリカ, 2007)
- CD : V.A. "Resonance: Steel Pan in the 21st Century" (Quiet Design, アメリカ, 2007)
- CD : V.A. "water music" (commune disc, 日本, 2006)
- CD : V.A. "seeds of dub" (mao, 日本, 2004)
- CD : V.A "*Music for Baby!" (Amorfon, 2004)
- CD : V.A "lib." (cubicfabric, 日本, 2003)
- CD : V.A "Kraakgeluiden" (unsounds, オランダ, 2003)
- CD : V.A "Japanese Avant Garde" (sub rosa, ベルギー, 2002)
- CD : V.A (Improvised Music from Japan, 日本, 2002)

## おもな活動
- TUMO (アルメニア)でのサウンドトラック・ワークショップ (2017)
- ロシア、スロベニア、クロアチア、セルビア・ツアー (2017)
- 小学生のためのワークショップ、Sava Zebeljan小学校 (セルビア、ツレパヤ) (2017)
- 小学生のためのワークショップ、Djordje Natosevic小学校 (セルビア、ノヴィ・サド) (2017)
- 中学生のためのワークショップ、Sava Muncan工業学校 (セルビア、ベラ・ツルクバ) (2017)
- 孤児院でのワークショップ (セルビア、ベラ・ツルクバ) (2017)
- プリンス・オブ・ソンクラー  (タイ)でのサウンドトラック・ワークショップ (2016)
- 小学生のためのワークショップ、gnration (ポルトガル、 ブラガ) (2016)
- 小学生のためのワークショップ、Svetozar Markovic小学校 (セルビア、 ベオグラード) (2016)
- ポルトガル、スロベニア、セルビア、マケドニア、ブルガリア・ツアー (2016)
- ドイツ、ベルギー、オランダ・ツアー (2015)
- 小学生のためのワークショップ、イグナティエヴォ小学校 (ブルガリア、 イグナティエヴォ) (2015)
- マルチメディア・パフォーマンス "YA"参加 (ブルガリア) (2015)
- 東京都初耳区(サウンド・インスタレーション)参加 (2014)
- 「CYBERFEST 2013」出演 (ドイツ)  (2013)
- 保育士向けの音楽ワークショップ、子ども自然園 ( 東京 ) (2012)
- ドイツ-オランダ・ツアー (2011)
- 個展 "MARU"、ヴァルナ、ブルガリア (2011)
- 子どもワークショップ、Graffit Gallery (ブルガリア、 ヴァルナ) (2011)
- グループ展 "New Vision Saitama 4"参加、埼玉県立近代美術館 (2011)
- "ヴァン・クリーフ＆アーペル展"の音響デザイン／音楽担当、六本木ヒルズ・ギャラリー (2009)
- "パーク展 -アジアの現代美術作家2008-"の企画運営(横浜) (2008)
- オーバーハウゼン短編映画祭委託作品DVD "Loop Pool Ping Pong"へ映像参加 (2006)
- 小学生のための音楽ワークショップ、Sava Zebeljan小学校 (セルビア、ツレパヤ) (2006)
- Polytechinc Academy、レクチャー（セルビア、ベオグラード）(2006)
- プレゼンテーション、REX(セルビア、ベオグラード) (2006)
- "MaerzMusik Festival" 出演 (ドイツ、ベルリン) (2006)
- "脳天気 / Weather in My Brain展" 映像＆音楽参加 (台湾、台北／台中) (2006)
- 小学生のためのワークショップ、江東区南砂小学校/ASIAS (東京) (2005)
- 小学生のためのワークショップ、にしすがも創造舎 ( 東京 ) (2005)
- ドイツ年／音響と映像のイベント、"Sound & Image"の企画運営(東京) (2005)
- 関根伸夫展／展示映像制作 @埼玉県立近代美術館(埼玉) (2005)
- 第一回国際アーティスト・フラッグ展参加 (セルビア、ノヴィ・サド) (2005)
- 小学生のためのワークショップ、にしすがも創造舎/ASIAS (東京) (2005)
- フランス、TVCM "www.visual.fr"の楽曲提供 (2005)
- グループ展 @Appel (東京) (2005)
- "日本マケドニア現代アート交流展" の企画運営 (マケドニア／日本) (2004)
- 多摩美術大学デザイン科、ライブ／レクチャー (東京) (2004)
- 「ISEA2004」出演 (フィンランド) (2004)
- ポンピドゥーセンターでの「Ecoute (Listen)」展、楽曲提供 (フランス, パリ) (2004)
- ライブツアー (オランダ、ドイツ、フランス、オーストリア、セルビア) (2004)
- 小学生のためのワークショップ、Sava Zebeljan小学校 (セルビア、ツレパヤ) (2004)
- 音楽レーベル「amorfon」と イベントのプラットフォーム「colavo」設立 (2004)
- アルス・エレクトロニカ「Dark Symphony」楽曲参加 (オーストリア、リンツ) (2003)
- ライブツアー (ロシア、ラトビア、ドイツ、オランダ、ベルギー、フランス、イギリス、セルビア) (2003)
- 「Europhonic Jazz Festival」 出演 (ドイツ、ドルトムント) (2003)
- 「Ring Ring Festival」 出演 (セルビア、ベオグラード) (2003)
- 国際展「IF」参加 (マケドニア、ビトラ) (2003)
- ２人展 with Fitz Ellarald @MUHA (ロシア、モスクワ) (2003)
- 「SONAR in Tokyo」出演: ライブ／レクチャー (東京) (2002)
- ライブツアー (オランダ、ドイツ、ユーゴスラビア) (2002)
- ワークショップ、Art Klub (ユーゴスラビア、ノヴィ・サド) (2002)
- 個展、Izba (ユーゴスラビア、ノヴィ・サド) (2002)
- 個展、Pepper's Loft Gallery (東京) (2002)